# Meteorologiåret 1937

## Händelser

### Vintern
- Spelschemat för finska mästerskapet i bandy 1937 inskränks på grund av den milda vintern detta år.

### April
- April - Med medeltemperaturen + 9,5 °C upplever Tafjord Norges varmaste aprilmånad någonsin [1].
- 23-25 april - Is- och snöstorm härjar i Minnesota, USA [2].

### Juli
- 5 juli – I Midale och Yellow Grass, Saskatchewan, Kanada uppmäts temperaturen + 45 °C (+113 °F) vilket är Kanadas högst uppmätta temperatur någonsin [3].
- 26 juli - I Båstad, Skåne uppmäts den dittills största dygnsnederbörd som rapporterats från en SMHI-station, 159 millimeter [4].

### Augusti
- Augusti - Norra Sverige upplever en mycket varm augustimånad [5].
- 8 augusti – I Ash Shu'aybah, Irak uppmäts temperaturen + 51.7°C (125.1°F), vilket blir Iraks dittills högst uppmätta temperatur någonsin [6].

### Oktober
- 16 oktober – En snöstorm i Minnesota, USA ger 10 inch snö vid Bird Island [7].

### December
- 13 december - Stockholm upplever sitt dittills största Luciasnödjup med 44 centimeter [8].
- 31 december – Grand Marais i Minnesota, USA drabbas av översvämning [9].

### Okänt datum
- Blindern i Norge börjar mäta dygnsmedeltemperatur [10].

## Födda
- 22 februari – Adrian Gill, australisk meteorolog och oceanograf.

### Fotnoter
1. ↑  MET
2. ↑  ”Arkiverade kopian”. Arkiverad från originalet den 22 juni 2010. https://web.archive.org/web/20100622121311/http://climate.umn.edu/pdf/ice_storms_in_minnesota.pdf. Läst 15 februari 2011.
3. ↑   Retrieved on 21 juni 2007.
4. ↑  SMHI
5. ↑  SMHI
6. ↑  Masters, Jeff (7 augusti 2010). ”National heat records set in 2010”. Weather Underground. Arkiverad från originalet den 20 augusti 2010. https://web.archive.org/web/20100820002618/http://www.wunderground.com/blog/JeffMasters/comment.html?entrynum=1569. Läst 4 februari 2011.
7. ↑  ”Arkiverade kopian”. Arkiverad från originalet den 26 juli 2010. https://web.archive.org/web/20100726102332/http://www.climate.umn.edu/pdf/day_in_weather_history/october_wx_history.pdf. Läst 16 februari 2011.
8. ↑  SMHI
9. ↑  ”Arkiverade kopian”. Arkiverad från originalet den 15 december 2010. https://web.archive.org/web/20101215013148/http://climate.umn.edu/pdf/day_in_weather_history/december_wx_history.pdf. Läst 16 februari 2011.
10. ↑  MET